# Шойдагбаева, Галина Бадмажаповна
Гали́на Бадмажа́повна Шойдагба́ева (род. 1953) — советская, бурятская и российская оперная певица (сопрано), педагог. Народная артистка СССР (1990). Лауреат премии Ленинского комсомола (1987).

## Биография
Шойдагбаева Галина родилась 5 июля 1953 года в селе Сосново-Озёрское (находящаяся в Республике Бурятия).
После окончания средней школы поступила в Улан-Удэнское музыкальное училище им. П. И. Чайковского (ныне Колледж искусств им. П. И. Чайковского) в класс Н. К. Петровой. В 1980 году окончила Ленинградскую консерваторию им. Н. А. Римского-Корсакова (класс Т. Д. Новиченко).
С 1980 года — солистка Бурятского театра оперы и балета им. Г. Ц. Цыдынжапова.
В 1982—1983 годах стажировалась в театре «Ла Скала» (Милан, Италия). С ней занималась известная итальянская оперная певица Джульетта Симионато.
Выступает с сольными концертами.
Гастролировала в Италии, в странах Америки, Китае, Франции, Японии, Швейцарии, Корее, Монголии.
С 1988 года — преподаватель Улан-Удэнского музыкального училища имени П. И. Чайковского. С 1993 года — заведующая кафедрой сольного пения Восточно-Сибирской государственной академии культуры и искусств (ныне Восточно-Сибирский государственный институт культуры), профессор (1998).

### Политическая позиция
В 2014 году подписала Коллективное обращение деятелей культуры Российской Федерации в поддержку политики президента РФ В. В. Путина на Украине и в Крыму.

## Награды и звания
- Дипломант Всесоюзного конкурса вокалистов им. М. И. Глинки (1981, Минск)
- 3-я премия (премия Ронкорони) XXIII Международного конкурса вокалистов «Вердиевские голоса» в Буссето (1983, Италия)
- 2-я премия Международного конкурса вокалистов в Тулузе (1985)
- 3-я премия Международного конкурса вокалистов «Мадам Баттерфляй» в Нагасаки (1986, Япония)
- Народная артистка Бурятской АССР (1985)
- Заслуженная артистка РСФСР (1988)
- Народная артистка СССР (1990) — за большие заслуги в развитии советского музыкального искусства[4]
- Премия Ленинского комсомола (1987)[5] — за высокое исполнительское мастерство
- Орден Дружбы (2006) — за заслуги в области культуры и искусства, многолетнюю плодотворную работу[6]
- Государственная премия Республики Бурятия (1992).
- Премия «Легенда» (Ассоциация музыкальных театров России, 2016)[7]
- Почётный гражданин Республики Бурятия (2005).

## Партии
- «Аида» Дж. Верди — Аида
- «Отелло» Дж. Верди — Дездемона
- «Трубадур» Дж. Верди — Леонора
- «Чио-Чио-Сан» Дж. Пуччини — Мадам Баттерфляй
- «Тоска» Дж. Пуччини — Тоска
- «Турандот» Дж. Пуччини — Турандот
- «Князь Игорь» А. П. Бородина — Ярославна
- «Иоланта» П. И. Чайковского — Иоланта
- «Пиковая дама» П. И. Чайковского  — Лиза
- «Кармен» Ж. Бизе — Микаэла
- «Энхэ-Булат батор» М. П. Фролова — Арюн-Гоохон
- «Гэсэр» А. А. Андреева — Урмай-Гохон хатан.